# Hervormde kerk (Westkapelle)
De Hervormde kerk was een kerkgebouw in Westkapelle dat stond in de Zuidstraat, tegenover de oude pastorie. De kerk werd in 1834 gebouwd in neoclassicistische stijl en als Waterstaatskerk. In 1944 werd het gebouw verwoest tijdens Engelse bombardementen op Westkapelle en de Zeedijk. De kerk werd niet herbouwd. In 1952 werd de nieuwe Moriakerk in gebruik genomen.

## Brand en bouwplannen
Sinds de Reformatie maakte de hervormde gemeente van Westkapelle gebruik van het schip van de grote Sint-Willibrorduskerk. In 1817 was op de toren van deze kerk een kustlicht geplaatst. In de nacht van 14 op 15 maart 1831 leidde dit tot een blikseminslag waarna de kerk volledig uitbrandde. Enkel de toren zelf was relatief onbeschadigd. Binnen twee weken hadden de kerkvoogden en notabelen een herbouwplan gereed, dat was begroot op 33.470,49 gulden. Een verzoek voor subsidie aan de minister van Eredienst werd doorgestuurd naar het Zeeuws Provinciaal College van Toezicht om een rapport uit te brengen.
Op 17 september 1832 werd bekend dat zowel de minister als het Provinciaal College hun steun wilden verlenen, met name omdat de kerk door toedoen van het rijk was afgebrand, maar het bedrag lag dubbel zo hoog als de beschikbare begroting toeliet. Er moest daarom een goedkopere oplossing worden gevonden, maar er was wel een sterke wil om financieel te steunen. Het probleem werd ook voorgelegd aan de minister van financiën die tot dezelfde conclusie kwam. Het Provinciaal College werd belast om met een nieuw plan te komen. Op 25 april 1833 werd het nieuwe plan van de kerkvoogden via het College ingediend bij het ministerie, ditmaal voor een volledig nieuwe kerk en voor het bedrag van 28.300 gulden.
Echter, de minister vond dit bedrag alsnog te hoog en ervan uitgaande dat de hervormde gemeente zelf ook financieel kon bijdragen kende hij een subsidie toe van 20.000 gulden, met instemming van de minister van financiën. Het geld kwam van de post voor onvoorzienbare uitgaven. Het Provinciaal College werd belast om toezicht te houden bij de bouw en moest na voltooiing rapport uitbrengen.

## Nieuwe kerk
Het ontwerp voor de nieuwe kerk werd gemaakt door de Middelburgse stadsarchitect Pieter Cornelis Bosdijk. Het bestek van april werd nog wel licht gewijzigd, maar op 19 november kon de bouw worden uitbesteed aan de Middelburgse aannemer C.J. van Uije voor 23.000 gulden. Het tekort van 3.000 gulden werd aangevuld met verkoop van restanten van de oude kerk voor 1.000 gulden, en een aanvraag voor een subsidie van 2.000 gulden van het Provinciaal College. Het College speelde het verzoek door naar de minister die van koning Willem I nog 1.000 gulden wist te verkrijgen.
Op 4 april 1834 legde de zoon van de ambachtsheer van Westkapelle, Willem Frederik van Doorn, de eerste steen. Op 9 november 1834 werd de nieuwe kerk in gebruik genomen door ds. J.W.F. Koningsfeld, op dat moment predikant te Meliskerke. In de periode tussen 15 maart 1831 en 9 november 1834 werden kerkdiensten gehouden in een pakhuis van de ambachtsheer.
Voorgaande op de geallieerde landing op Walcheren op 1 november 1944, voerden geallieerde vliegtuigen meerdere bombardementen uit. Op 1 november naderde de geallieerde vloot de kust. De kerk werd door een scheepsgranaat in brand geschoten en werd volledig verwoest.

## Ontwerp
Vanwege de omvang van de gemeente was de kerk relatief groot; het had een breedte van 16 meter aan de straatzijde en was 30 meter lang. De zijmuren waren 7,6 meter hoog, het mansardedak had een hoogte van 14 meter. De voorgevel had een inzwenkende geveltop en een gestandaardiseerd pilasterportaal. In de zijgevels waren vijf simpele spitsboogvensters geplaatst tussen vlakke lisenen. Op het dak, boven de voorgevel, stond een eenvoudige dakruiter.
In 1843 schonk de ambachtsheer een orgel aan de kerk. Het werd gebouwd door J.A. Mennes en G.L. Preuniger uit Middelburg. Zij maakten gebruik van ouder materiaal dat mogelijk afkomstig was uit een orgel uit een katholieke kerk. Het orgel, met vijfdelig front, werd na oplevering gekeurd door de organisten J.J. de Kanter en C.J. van Uye. In 1936 werd het orgel verkocht aan de Onze-Lieve-Vrouw-van-Lourdeskerk te Maastricht (in 1985 weer verplaatst naar de Onze-Lieve-Vrouw-Visitatiekerk te Velp). In Westkapelle werd een nieuw mechanisch orgel geplaatst, gebouwd door de firma Elbertse. Deze werd op 21 juni 1936 in gebruik genomen.